# Trastorno negativista desafiante
El trastorno negativista desafiante (TND), también denominado «trastorno oposicionista desafiante» (TOD-T) o «trastorno de las ansias de libertad», es una categoría nosológica incluida en el Manual Diagnóstico y Estadístico (DSM-IV) de la American Psychiatric Association, donde es descrito como un patrón continuo de comportamiento desobediente, hostil y desafiante hacia las figuras de autoridad, excesivo para el contexto sociocultural y el nivel de desarrollo del niño/a y que le causa un deterioro significativo en su funcionamiento social.
A diferencia del trastorno de conducta (TC), quienes tienen TND no suelen mostrar patrones de agresión hacia personas desconocidas, violencia contra animales, destrucción de propiedad, robo o engaño. La mitad de los niños con TND también cumplen con los criterios diagnósticos del TDAH.

## Historia
El trastorno negativista desafiante fue definido por primera vez en el DSM-III (1980). Desde su introducción como trastorno independiente, los ensayos de campo para informar su definición han incluido predominantemente sujetos masculinos. Algunos especialistas han debatido si los criterios diagnósticos serían clínicamente relevantes para mujeres, y además, algunos han cuestionado si deberían incluirse criterios y umbrales específicos por género. Asimismo, algunos especialistas han cuestionado la exclusión del TND cuando está presente el trastorno de conducta. Según Dickstein, el DSM-5 intenta:
redefinir el TND enfatizando un «patrón persistente de estado de ánimo enojado e irritable junto con comportamiento vengativo», en lugar del enfoque exclusivo del DSM-IV en «comportamiento negativista, hostil y desafiante». Aunque el DSM-IV implicaba, pero no mencionaba, la irritabilidad, el DSM-5 ahora incluye tres grupos de síntomas, uno de los cuales es «estado de ánimo enojado/irritable»—definido como «pierde los estribos, es susceptible/fácilmente molestado por otros, y está enojado/resignado». Esto sugiere que el proceso de investigación clínicamente relevante que impulsa la nosología, y viceversa, ha asegurado que el futuro traerá una mayor comprensión del TND.

## Epidemiología
El TND es un patrón de comportamiento negativo, desafiante, desobediente y hostil, y es uno de los trastornos más prevalentes desde la edad preescolar hasta la adultez. Esto puede incluir rabietas frecuentes, discusiones excesivas con adultos, negarse a seguir reglas, molestar intencionalmente a otros, irritarse fácilmente, tener una actitud de enojo y actos vengativos. Los niños con TND suelen comenzar a mostrar síntomas entre los 6 y 8 años, aunque el trastorno puede surgir en niños más pequeños. Los síntomas pueden persistir durante la adolescencia. La prevalencia combinada es del 3.6% hasta los 18 años.
El trastorno negativista desafiante tiene una prevalencia de 1–11%. La prevalencia promedio es aproximadamente del 3%. El género y la edad desempeñan un papel importante en la tasa del trastorno. El TND se desarrolla gradualmente y se hace evidente en los años preescolares, a menudo antes de los ocho años. Sin embargo, es muy poco probable que surja después de la adolescencia temprana.
Existe una diferencia en la prevalencia entre niños y niñas, con una proporción de 1.4 a 1 antes de la adolescencia. Otra investigación sugiere una proporción de 2:1. La prevalencia en niñas tiende a aumentar después de la pubertad. Los investigadores han encontrado que la prevalencia general del TND en diferentes culturas permanece constante. Sin embargo, las disparidades de género en los diagnósticos solo se observan en culturas occidentales. No se sabe si esto refleja diferencias subyacentes en la incidencia o un subdiagnóstico en niñas. El abuso físico en el hogar es un predictor significativo del diagnóstico solo en niñas, y la respuesta emocional de los padres es un predictor significativo del diagnóstico solo en niños, lo que puede tener implicaciones sobre cómo la socialización de género y los roles de género recibidos afectan los síntomas y resultados del TND.
Los niños de entornos de bajos ingresos tienen más probabilidades de ser diagnosticados con TND. El vínculo correlativo entre bajos ingresos y el diagnóstico de TND es directo en niños, pero en niñas es más complejo; el diagnóstico está asociado con técnicas parentales específicas como el castigo corporal, que a su vez están vinculadas a hogares de bajos ingresos. Esta disparidad puede estar relacionada con una tendencia general de los niños y hombres a mostrar síntomas psiquiátricos externalizados, y de las niñas a mostrar síntomas internalizados (como autolesión o anorexia nerviosa).
En Estados Unidos, los afroestadounidenses y latinos tienen más probabilidades de recibir diagnósticos de TND u otros trastornos de conducta en comparación con jóvenes blancos no hispanos con los mismos síntomas, quienes son más propensos a ser diagnosticados con TDAH. Esto tiene implicaciones amplias sobre el papel del sesgo racial en cómo ciertos comportamientos son percibidos y categorizados como desafiantes o como inatentos/hiperactivos.
La prevalencia del TND y el trastorno de conducta es significativamente mayor entre los niños en acogida. Una encuesta en Noruega concluyó con que el 14% cumplía con los criterios, y otros estudios han hallado una prevalencia de hasta 17 o incluso 29%. Un bajo apego parental y estilo de crianza son fuertes predictores de los síntomas del TND.
Las concepciones anteriores del TND tenían tasas de diagnóstico más altas. Cuando el trastorno se incluyó por primera vez en el DSM-III, la prevalencia era un 25% mayor que cuando el DSM-IV revisó los criterios de diagnóstico. El DSM-V realizó más cambios en los criterios, agrupando ciertas características para demostrar que las personas con TND muestran tanto síntomas emocionales como conductuales. Además, se agregaron criterios para guiar a los especialistas en el diagnóstico debido a la dificultad encontrada para identificar si los comportamientos u otros síntomas están directamente relacionados con el trastorno o son simplemente una fase en la vida del niño. En consecuencia, futuros estudios podrían encontrar que también hubo una disminución en la prevalencia entre el DSM-IV y el DSM-V.

## Criterios del DSM-IV
El DSM-IV sitúa al Trastorno de Negativismo Desafiante dentro de los Trastornos de Comportamiento Perturbador y Déficit de Atención. Para cumplir los criterios del DSM-IV-TR, deben tomarse en cuenta ciertos factores. Primero, el desafío debe ser lo suficientemente severo como para interferir con su habilidad para funcionar en la escuela, hogar o la comunidad. Segundo, el desafío no ha de provenir de algún otro trastorno, tal como la depresión, ansiedad o un trastorno de conducta de mayor severidad (de tal manera que entonces no sería un trastorno en sí sino parte del otro trastorno). Tercero, las conductas problema de la niña o niño han estado sucediendo por lo menos durante seis meses.

### Criterios diagnósticos
Para el establecimiento del diagnóstico según este manual, han de estar presentes al menos en los últimos 6 meses cuatro de las siguientes conductas características del trastorno: la frecuente pérdida de los nervios, discusiones repetidas con los adultos, continuas y deliberadas molestias a otras personas, censuras a otros por sus errores, mentir a otros para evadir sus obligaciones evadiendo así a sus autoridades, se molestan fácilmente con otros, suelen enfadarse y estar resentidos y suelen mostrarse con frecuencia rencorosos y vengativos. Debe considerarse cumplido un criterio solo si el comportamiento ocurre más frecuentemente de lo que es típico para individuos de una edad y nivel de desarrollo comparables.
La persona debe exhibir cuatro de los ocho signos para cumplir con el umbral diagnóstico del TND:
- Un patrón de conducta negativista, hostil y desafiante que ha durado al menos seis meses, durante los cuales cuatro o más de los siguientes comportamientos están presentes:[2][26][27]
  - Pierde los estribos con frecuencia
  - No le agrada trabajar en actividades pedagógicas
  - Discute con adultos u otras figuras de autoridad frecuentemente
  - Desafía activamente o rehúsa acatar las peticiones o reglas de los adultos, con frecuencia
  - A menudo deliberadamente irrita a los demás
  - A menudo culpa a otros de sus errores o mala conducta
  - Con frecuencia aparece enojado y resentido
  - Con frecuencia se muestra rencoroso o vengativo
- La alteración en la conducta causa un impedimento clínicamente significativo en su funcionamiento social, académico u ocupacional.
- Las conductas no ocurren exclusivamente durante el curso de un trastorno psicótico o del estado de ánimo.
- No se cumplen los criterios para trastorno disocial y, si el individuo tiene 18 años o más, los criterios no se cumplen para el trastorno de personalidad antisocial.

El trastorno en general, hace referencia a la manifestación de conductas excesivamente groseras, de rebeldía ante la autoridad y provocativas. Son más frecuentes con niños/as y adultos que el sujeto conoce bien, por lo que la aparición de éstas es más frecuente en el hogar y pueden no darse en el ámbito escolar. Aunque estos comportamientos pueden ser típicos entre hermanos, deben observarse con individuos distintos a los hermanos para un diagnóstico de TND. Los niños con TND pueden ser verbalmente agresivos. Sin embargo, no muestran agresión física, un comportamiento observado en el trastorno de conducta.
Esta posible variedad intersituacional de la conducta puede dificultar el diagnóstico, y hay que tener prudencia porque aún dentro de la normalidad, las conductas insolentes y desafiantes son frecuentes en niños/as y adolescentes. El trastorno es más habitual en niños/as que han mostrado en la edad preescolar problemas de temperamento y alta actividad motora. También suele aparecer asociado al Déficit de Atención con Hiperactividad y a los Trastornos del lenguaje y de la comunicación. Al mismo tiempo, los niños/as con este trastorno suelen presentar a lo largo de los años escolares baja autoestima, humor variable, baja tolerancia a la frustración.
Los síntomas deben persistir durante más de seis meses y considerarse más allá de la edad, género y cultura normales del niño para ajustarse al diagnóstico. Para niños menores de cinco años, deben ocurrir la mayoría de los días durante un período de seis meses. Para niños mayores de cinco años, deben ocurrir al menos una vez por semana durante al menos seis meses. Si los síntomas se limitan a un solo entorno, comúnmente el hogar, se considera leve en severidad. Si se observa en dos entornos, se caracteriza como moderado, y si los síntomas se observan en tres o más entornos, se considera severo.
En lo que respecta al curso del trastorno, éste suele aparecer, de forma gradual, antes de los 8 o 9 años y preferentemente en el ámbito familiar para luego extenderse a otros. Un inicio temprano suele ser indicio de futuros trastornos de conducta. La presencia del trastorno es más común en familias en las que existe un problema en la relación de pareja, o en las que alguno de los progenitores posee una historia de Trastorno de Conducta, Trastornos del Humor, de la Hiperactividad o de la Personalidad Antisocial.
Estos patrones de comportamiento resultan en un deterioro del desempeño en la escuela u otros lugares sociales.

### Etiología
No se ha identificado un elemento específico como causa directa del TND. Las investigaciones sobre los factores etiológicos relacionados específicamente con el TND son limitadas. La literatura a menudo examina factores de riesgo comunes asociados con todos los comportamientos disruptivos, en lugar de enfocarse únicamente en el TND. Los síntomas del TND también se consideran a menudo los mismos que los del TC, aunque ambos trastornos tienen sus propios conjuntos de síntomas distintivos. Al analizar comportamientos disruptivos como el TND, las investigaciones han mo2strado que las causas de los comportamientos son multifactoriales. Sin embargo, los comportamientos disruptivos se han identificado como mayormente debidos a factores biológicos o ambientales.

### Influencias genéticas
Diferentes investigaciones indican que los padres transmiten una tendencia a trastornos externalizantes a sus hijos, que pueden manifestarse de múltiples formas, como inatención, hiperactividad o problemas de oposición y conducta. También se ha demostrado que existe una superposición genética entre el TND y otros trastornos externalizantes. La heredabilidad puede variar según la edad, la edad de inicio y otros factores. Estudios de adopción y gemelos indican que el 50% o más de la varianza que causa el comportamiento antisocial es atribuible a la herencia tanto en hombres como en mujeres. El TND también tiende a ocurrir en familias con antecedentes de TDAH, trastornos por consumo de sustancias o trastornos del estado de ánimo, lo que sugiere que una vulnerabilidad para desarrollar TND puede ser heredada. Un temperamento difícil, la impulsividad y una tendencia a buscar recompensas también pueden aumentar el riesgo de desarrollar TND. Nuevos estudios sobre variantes genéticas han identificado posibles interacciones gen-ambiente (G x A), específicamente en el desarrollo de problemas de conducta. Una variante del gen que codifica la enzima metabolizadora de neurotransmisores monoamino oxidasa-A, relacionada con sistemas neurales involucrados en la agresión, juega un papel clave en la regulación del comportamiento tras eventos amenazantes. Estudios de imágenes cerebrales muestran patrones de activación en áreas del cerebro asociadas con la agresión en respuesta a estímulos que provocan emociones.

### Factores prenatales y complicaciones en el parto
Muchos problemas durante el embarazo y el parto están relacionados con el desarrollo de problemas de conducta. La malnutrición, específicamente la deficiencia de proteínas, el envenenamiento por plomo o la exposición al plomo, y el uso de alcohol u otras sustancias por parte de la madre durante el embarazo pueden aumentar el riesgo de desarrollar TND. En numerosas investigaciones, el uso de sustancias antes del nacimiento también se ha asociado con el desarrollo de comportamientos disruptivos como el TND. Aunque los factores del embarazo y el parto están correlacionados con el TND, no existe evidencia sólida de una causalidad biológica directa.

### Factores neurobiológicos
Los déficits y lesiones en ciertas áreas del cerebro pueden llevar a problemas de comportamiento graves en los niños. Estudios sobre imágenes cerebrales han sugerido que los niños con TND pueden tener hipofunción en la parte del cerebro responsable del razonamiento, el juicio y el control de impulsos. Se piensa que los niños con TND tienen un sistema de activación conductual (SAC) hiperactivo y un sistema de inhibición conductual (SIC) hipoactivo. El SAC estimula el comportamiento en respuesta a señales de recompensa o no castigo. El SIC produce ansiedad e inhibe el comportamiento en curso ante eventos nuevos, estímulos de miedo innatos y señales de no recompensa o castigo. Asimismo, estudios sobre neuroimagen también han identificado anormalidades estructurales y funcionales en varias regiones cerebrales en jóvenes con trastornos de conducta. Estas regiones incluyen la amígdala, la corteza prefrontal, el cingulado anterior y la ínsula, así como regiones interconectadas.

### Factores sociocognitivos
Hasta el 40% de los niños y el 25% de las niñas con problemas de conducta persistentes muestran deficiencias sociocognitivas significativas. Algunos de estos déficits incluyen formas inmaduras de pensamiento (como el egocentrismo), la falta de uso de mediadores verbales para regular su comportamiento y distorsiones cognitivas, como interpretar un evento neutral como un acto hostil intencional. Los niños con TND tienen dificultad para controlar sus emociones o comportamientos. De hecho, los estudiantes con TND tienen un conocimiento social limitado basado solo en experiencias individuales, lo que moldea cómo procesan la información y resuelven problemas cognitivamente. Esta información puede vincularse con el modelo de procesamiento de información social (SIP) que describe cómo los niños procesan la información para responder de manera apropiada o inapropiada en entornos sociales. Este modelo explica que los niños pasarán por cinco etapas antes de mostrar comportamientos: codificación, representaciones mentales, acceso a respuestas, evaluación y actuación. Sin embargo, los niños con TND tienen distorsiones cognitivas y procesos cognitivos deteriorados. Esto impactará directamente sus interacciones y relaciones de manera negativa. Se ha demostrado que las deficiencias sociales y cognitivas resultan en relaciones negativas con pares, pérdida de amistades e interrupciones en actividades socialmente atractivas. Los niños aprenden a través del aprendizaje observacional y el aprendizaje social. Por lo tanto, las observaciones de modelos tienen un impacto directo y gran influencia en los comportamientos y procesos de toma de decisiones de los niños. Los niños a menudo aprenden modelando comportamientos. El modelado puede actuar como una herramienta poderosa para modificar la cognición y los comportamientos de los niños.

### Factores ambientales
Las prácticas parentales negativas y los conflictos entre padres e hijos pueden conducir a comportamiento antisocial, pero también pueden ser una reacción a los comportamientos oposicionistas y agresivos de los niños. Factores como antecedentes familiares de enfermedades mentales y/o trastorno por consumo de sustancias, así como una familia disfuncional y una disciplina inconsistente por parte de un padre o tutor, pueden llevar al desarrollo de trastornos de conducta. Las prácticas parentales que no proporcionan un ajuste adecuado o apropiado a las situaciones, así como una alta proporción de eventos conflictivos dentro de una familia, son factores causales de riesgo para desarrollar TND.
Los apegos inseguros entre padres e hijos también pueden contribuir al TND. A menudo existe poca internalización de los estándares parentales y sociales en niños con problemas de conducta. Estos vínculos débiles con sus padres pueden llevar a los niños a asociarse con la delincuencia y el uso de sustancias. La inestabilidad familiar y el estrés también pueden contribuir al desarrollo del TND. Aunque la asociación entre factores familiares y problemas de conducta está bien establecida, la naturaleza de esta asociación y el posible papel causal de los factores familiares sigue siendo debatido.
La escuela también es un contexto ambiental significativo además de la familia que influye fuertemente en los comportamientos desadaptativos de un niño. Los estudios indican que los trastornos externalizantes infantiles y adolescentes como el TND están fuertemente vinculados a la red de pares y la respuesta del maestro. Los niños con TND presentan comportamientos hostiles y desafiantes hacia la autoridad, incluidos los maestros, lo que hace que los maestros sean menos tolerantes hacia los niños con estas conductas. La forma en que un maestro maneja el comportamiento disruptivo tiene una influencia significativa en el comportamiento de los niños con TND. Las relaciones negativas con las influencias socializadoras y la red de apoyo de maestros y pares aumentan el riesgo de comportamiento desviado. Esto se debe a que el niño, en consecuencia, se afilia con pares desviados que refuerzan el comportamiento antisocial y la delincuencia. Debido a la influencia significativa de los maestros en la gestión de comportamientos disruptivos, se recomienda la formación de maestros como intervención para cambiar el comportamiento disruptivo de los niños con TND.
En varios estudios, el bajo estatus socioeconómico también se ha asociado con comportamientos disruptivos como el TND.
Otros factores sociales como negligencia, abuso, padres desinvolucrados y falta de supervisión también pueden contribuir al TND.
Los problemas externalizantes se reportan con mayor frecuencia entre jóvenes de estatus minoritario, un hallazgo que probablemente esté relacionado con dificultades económicas, oportunidades laborales limitadas y vivir en vecindarios urbanos de alto riesgo. Los estudios también han encontrado que la exposición a la violencia fue un factor contribuyente para que ocurrieran comportamientos externalizantes.

## Diagnóstico
Para que un niño o adolescente califique para un diagnóstico de TND, los comportamientos deben causar un malestar considerable a la familia o interferir significativamente con el funcionamiento académico o social. Esta interferencia puede manifestarse como dificultades en el aprendizaje en la escuela, hacer amigos o exposición del individuo a situaciones dañinas. Estos comportamientos también deben persistir durante al menos seis meses. Es crucial considerar la complejidad biosocial en la expresión y manejo del TND. Factores biológicos como la genética y las variaciones neurodesarrollamentales interactúan con factores sociales como la dinámica familiar, las prácticas educativas y las normas sociales para influir en la manifestación y reconocimiento de los síntomas del TND. Los efectos del TND pueden amplificarse por otros trastornos en comorbilidad como el TDAH, la depresión y los trastornos por uso de sustancias. Esta interacción compleja entre predisposiciones biológicas y factores sociales puede llevar a diversas presentaciones clínicas, afectando los enfoques de tratamiento y apoyo.
Además, se ha observado que los adultos que fueron diagnosticados con TND cuando eran niños tienden a tener una mayor probabilidad de ser diagnosticados con otras enfermedades mentales a lo largo de su vida, así como un mayor riesgo de desarrollar problemas sociales y emocionales. Esto sugiere que el apoyo y la intervención longitudinales, teniendo en cuenta la composición biológica y el contexto social del individuo, son vitales para mejorar los resultados a largo plazo para quienes tienen TND.

## Prevalencia
En función de la naturaleza de la población y de los métodos de recogida de datos, la prevalencia de los trastornos de comportamiento perturbador se sitúa entre un 2% y un 16%. Es más frecuente entre el sexo masculino hasta la pubertad, momento en el cual parece igualarse la proporción en ambos sexos. La prevalencia de los Trastornos de conducta parece estar incrementándose en el curso de los últimos años. El DSM-IV lo sitúa entre un 6% en niños, y entre el 2% y 9% para las niñas. Por otro lado parecen encontrarse más casos en el ámbito urbano que en el rural. Aunque la mayoría de las investigaciones nos ofrecen escasa información sobre las claves causales de los Trastornos de Conducta, al menos nos permiten suponer que en la etiología del trastorno juegan un papel fundamental los factores genéticos y ambientales.

## Pronóstico
El trastorno negativista desafiante está asociado con el trastorno disocial. Sin tratamiento, alrededor de 52 % de los niños con TND continúa cumpliendo con los criterios y alrededor de la mitad de ese 52 % llegarán hacia un trastorno disocial.
Es posible que se presenten otros trastornos en situaciones de comorbilidad con el Trastorno Negativista Desafiante; el más frecuente es TDAH. Se conoce que más de un 30 % de los niños con TDAH van a desarrollar Trastorno Negativista Desafiante[cita requerida]. Por ello es importante no descartar que los pacientes que acudan por primera vez a consulta tenga TDAH cuando el motivo de consulta es oposicionismo o conductas desafiantes. Debido a las dificultades que provoca  el Trastorno Negativista Desafiante en la convivencia y para relacionarse puede hacer que solo se centre en este problema y que se obvie preguntar por síntomas de TDAH.
- Factores Genéticos. Hoy en día parece demostrarse que en los niños/as con estos trastornos existen factores herederos de tipo neurofisiológicos, psicofisiológicos y bioquímico, que predispondrían al sujeto a manifestar conductas infantiles aversivas y dificultades en el aprendizaje.
- Factores Ambientales. Juegan también un papel determinante en la génesis y desarrollo de los Trastornos de Conducta.

Responsable de que el individuo desarrolle adecuados intercambios con el ambiente, va a ser en gran parte la familia, que se constituye no sólo como el entorno en el que más frecuentemente está el individuo sino también como lugar en el que acontecen los principales aprendizajes del sujeto. 
Los frecuentes conflictos matrimoniales pueden generar en el niño conductas agresivas incluso ya desde muy temprano. Y las pautas educativas e interacciones familiares parecen jugar también un importante papel. Elementos como el rechazo paterno, la permisividad frente a la agresión, una agresiva tendencia a castigar, una deficiente comunicación padres e hijos y las relaciones agresivas con los hermanos, contribuyen a la aparición del Trastorno de Conducta tanto de forma indirecta como directa.

## Tratamiento
Existen una variedad de enfoques al tratamiento del trastorno negativista desafiante, incluyendo programas de entrenamiento para padres, psicoterapia individual, terapia familiar sistémica, terapia cognitivo conductual y entrenamiento en habilidades sociales. Según la Academia Estadounidense de Psiquiatría Infantil y Adolescente, los tratamientos para el TND se adaptan específicamente al niño individual, y se aplican diferentes técnicas de tratamiento para preescolares y adolescentes.
Los niños con trastorno negativista desafiante tienden a exhibir comportamientos problemáticos que pueden ser muy difíciles de controlar. Un terapeuta ocupacional puede recomendar educación basada en la familia conocida como entrenamiento en manejo parental (EMP) para fomentar relaciones positivas entre padres e hijos y reducir las rabietas y otros comportamientos disruptivos del niño. Dado que el TND es un trastorno neurológico con correlatos biológicos, un terapeuta ocupacional también puede proporcionar entrenamiento en resolución de problemas para fomentar habilidades de afrontamiento positivas cuando surjan situaciones difíciles, así como ofrecer terapia cognitivo-conductual.

### Tratamiento psicofarmacológico
El tratamiento psicofarmacológico implica el uso de medicación prescrita para manejar el trastorno de oposición desafiante. Los medicamentos recetados para controlar el TND incluyen estabilizadores del estado de ánimo, antipsicóticos y estimulantes. En dos ensayos controlados aleatorios, se encontró que entre el grupo tratado con litio y el grupo placebo, la administración de litio disminuyó la agresión en niños con trastorno de conducta de manera segura. Sin embargo, un tercer estudio encontró que el tratamiento con litio durante un período de dos semanas no era válido. Otros fármacos vistos en estudios incluyen haloperidol, tioridazina y metilfenidato, que también es efectivo en el tratamiento del TDAH, ya que es una comorbilidad común.
El tratamiento farmacológico en niños con TND consiste en diversos fármacos como en metilfenidato, ISRS como sertralina, paroxetina y fluoxetina, etc. (Brahm & Martínez, 2008). Sin embargo, hasta la fecha ningún tratamiento farmacológico ha demostrado ser totalmente eficaz en casos de TND aislado, aunque las anfetaminas han demostrado ser eficaces en casos de TND con TDAH (Fulkerson & Webb, 2005).
La efectividad del tratamiento con fármacos y medicación no está bien establecida. Los efectos que pueden resultar de tomar estos medicamentos incluyen hipotensión, síntomas extrapiramidales, discinesia tardía, obesidad y aumento de peso. El tratamiento psicofarmacológico se encuentra más efectivo cuando se combina con otro plan de tratamiento, como la intervención individual o la intervención multimodal.

### Intervenciones individuales
Las intervenciones individuales se centran en planes individualizados específicos para el niño. Estas intervenciones incluyen control de la ira/inoculación al estrés, entrenamiento en asertividad, un programa de entrenamiento en habilidades de resolución de problemas centrado en el niño y habilidades de automonitoreo.
El control de la ira y la inoculación al estrés ayudan a preparar al niño para posibles situaciones o eventos perturbadores que puedan causar enojo y estrés. Incluyen un proceso de pasos que el niño puede seguir. El entrenamiento en asertividad educa a los individuos en mantener un equilibrio entre la pasividad y la agresión. Su objetivo es ayudar al niño a responder de manera controlada y justa. Asimismo, un programa de entrenamiento en habilidades de resolución de problemas centrado en el niño tiene como objetivo enseñar al niño nuevas habilidades y procesos cognitivos que le enseñen cómo lidiar con pensamientos, sentimientos y acciones negativas.

### Tratamiento para padres y familia
Según ensayos aleatorios, la evidencia muestra que el entrenamiento en manejo parental es el más efectivo. Tiene influencias fuertes durante un período prolongado y en diversos entornos.
El entrenamiento en interacciones entre padres e hijos está destinado a guiar a los padres mientras involucran al niño. Este entrenamiento tiene dos fases; la primera fase es la interacción dirigida al niño, donde el enfoque es enseñar al niño habilidades de juego no directivas. La segunda fase es la interacción dirigida por los padres, donde se instruye a los padres en aspectos que incluyen instrucciones claras, elogios por cumplimiento y tiempo fuera por incumplimiento. El entrenamiento en estas interacciones es más adecuado para niños en edad escolar primaria.
El tratamiento para padres y familia tiene un bajo costo financiero, lo que puede generar un aumento en resultados beneficiosos.

### Intervención multimodal
La intervención multimodal es un tratamiento efectivo que considera diferentes niveles, incluyendo familia, pares, escuela y vecindario. Es una intervención que se concentra en múltiples factores de riesgo. El enfoque está en el entrenamiento parental, las habilidades sociales en el aula y los programas de comportamiento en el patio de recreo. La intervención es intensiva y aborda barreras para la mejora de los individuos, como el uso de sustancias por parte de los padres o el conflicto marital parental.
Un impedimento para el tratamiento incluye la naturaleza misma del trastorno, por lo que el tratamiento a menudo no se cumple y no se continúa o se adhiere durante períodos de tiempo adecuados.

## Comorbilidad
El trastorno negativista desafiante puede describirse como un término o trastorno con una variedad de vías en relación con la comorbilidad. Se debe dar alta importancia a la representación del TND como un trastorno psiquiátrico distinto independiente del trastorno de conducta.
En el contexto del trastorno negativista desafiante y la comorbilidad con otros trastornos, los investigadores a menudo concluyen que el TND ocurre al mismo tiempo que el trastorno por déficit de atención con hiperactividad (TDAH), trastornos de ansiedad, trastornos emocionales así como trastornos del estado de ánimo. Esos trastornos del estado de ánimo pueden estar vinculados a la depresión mayor o al trastorno bipolar. Las consecuencias indirectas del TND también pueden relacionarse o asociarse con un trastorno mental posterior. Por ejemplo, el trastorno de conducta a menudo se estudia en conexión con el TND. Se puede observar una fuerte comorbilidad entre esos dos trastornos, pero se ve una conexión aún mayor con el TDAH en relación con el TND. Por ejemplo, los niños o adolescentes que tienen TND con TDAH coexistente generalmente serán más agresivos y tendrán más síntomas conductuales negativos del TND, lo que puede inhibirlos de tener una vida académica exitosa. Esto se reflejará en su trayectoria académica como estudiantes.
Otras condiciones que pueden predecirse en niños o personas con TND son trastornos del aprendizaje en los que la persona tiene impedimentos significativos con lo académico y trastorno del lenguaje, en los que se pueden observar problemas relacionados con la producción y/o comprensión del lenguaje.

## Críticas
La validez del trastorno negativista desafiante como diagnóstico ha sido criticada desde su inclusión en el DSM III en 1980. Se consideraba que el TND producía un deterioro menor insuficiente para calificar como diagnóstico médico y era difícil de separar del trastorno de la conducta, con algunas estimaciones de que más del 50% de los diagnosticados con trastorno de conducta también cumplirían con los criterios para el TND. El diagnóstico del TND también fue criticado por medicalizar comportamientos normales del desarrollo. Para abordar estos problemas, el DSM-III-R eliminó el criterio del uso de lenguaje soez y cambió el umbral de cinco de nueve criterios a cuatro de ocho. La mayoría de las evidencias indicaban una relación dosis-respuesta entre la severidad de los síntomas y el nivel de deterioro funcional, sugiriendo que el umbral diagnóstico era arbitrario. Los ensayos de campo tempranos del TND utilizaron sujetos que eran más del 75% masculinos.
Críticas recientes del TND sugieren que el uso del TND como diagnóstico exacerba el estigma que rodea el comportamiento reactivo y enmarca las reacciones normales al trauma como problemas personales de autocontrol. Los académicos antipsiquiátricos han criticado extensamente este diagnóstico a través de un marco foucaultiano, caracterizándolo como una herramienta del aparato psiquiátrico que patologiza la resistencia a la injusticia. El trastorno negativista desafiante ha sido comparado con la drapetomanía, un trastorno ahora obsoleto propuesto por Samuel A. Cartwright que caracterizaba a los esclavos en el sur del Antebellum que intentaban escapar repetidamente como mentalmente enfermos.

### Sesgo racial y de género en EE.UU.
Hay investigaciones que han mostrado que los afroestadounidenses y latinoamericanos tienen una probabilidad desproporcionada de ser diagnosticados con TND en comparación con sus contrapartes blancas que muestran los mismos síntomas, quienes son más propensos a ser diagnosticados con TDAH. La evaluación, el diagnóstico y el tratamiento del TND pueden no tener en cuenta los problemas contextuales experimentados por el paciente y pueden estar influenciados por el sesgo racial cultural y personal por parte de consejeros y terapeutas. Muchos niños diagnosticados con TND, al ser revaluados, se encontró que encajaban mejor con diagnósticos de trastorno obsesivo-compulsivo, trastorno bipolar, trastorno por déficit de atención con hiperactividad o trastorno de ansiedad. Los diagnósticos de TND o trastorno de conducta no son elegibles para adaptaciones por discapacidad en la escuela bajo la Ley de Educación para Individuos con Discapacidades. Cuando los padres solicitan adaptaciones para un trastorno diagnosticado que es elegible, como el TDAH, la solicitud puede ser denegada con base en que tales condiciones son comórbidas con el TND. Este sesgo en la percepción y el diagnóstico lleva a que los comportamientos desafiantes sean medicalizados y rehabilitados en niños blancos, pero criminalizados en los latinos y afroestadounidenses. Los consejeros que trabajan con niños diagnosticados con TND reportaron que era común que enfrentaran estigma en torno al diagnóstico en los sistemas educativo y de justicia, y que el diagnóstico afectaba la autoimagen de los pacientes. En un estudio, más de una cuarta parte de los niños colocados en el sistema de acogida en Estados Unidos fueron diagnosticados con TND. Más de la mitad de los niños en el sistema de justicia juvenil han sido diagnosticados con TND.
Los varones afroestadounidenses son conocidos por tener más probabilidades de ser suspendidos o expulsados de la escuela, recibir sentencias más duras por los mismos delitos que los acusados de diferentes razas, o ser registrados, asaltados o asesinados por agente de policía. El diagnóstico desproporcionadamente alto de TND en varones afroestadounidenses puede usarse para racionalizar estos resultados. De esta manera, los diagnósticos de TND pueden servir como un mecanismo del conducto de la escuela a la prisión. Desde este punto de vista, el diagnóstico de TND enmarca las reacciones esperadas a la injusticia o al trauma como desafiantes o criminales.